# Tlenek rubidu
Tlenek rubidu, Rb
2O – nieorganiczny związek chemiczny z grupy tlenków zasadowych zawierający rubid na I stopniu utlenienia.
Podobnie jak inne tlenki litowców, Rb
2O ma właściwości zasadowe. Reaguje wodą, tworząc wodorotlenek rubidu i wydalając ciepło:
Rb
2O + H
2O → 2RbOH
Po ogrzaniu Rb
2O reaguje z wodorem do wodorotlenku i wodorku rubidu:
Rb
2O + H
2 → RbOH + RbH
Ma również właściwości higroskopijne.